# بارهم، نیو ساوت ولز
بارهم، نیو ساوت ولز (انگلیسی: Barham, New South Wales) یک شهرک در غرب ناحیه ریورینا است که در نیو ساوت ولز استرالیا واقع شده است

## خصوصیات
بارهم ۱٬۱۵۱ نفر جمعیت دارد